# Gorefest
Gorefest fue una banda neerlandesa de death metal fundada por Jan Chris de Koeijer, Marc Hoogendoorn, Alex van Schaik y Frank Harthoorn en 1990.

## Biografía
Con sólo dos meses de existencia, la banda grabó su primera demo, Tangled in Gore, con la discográfica independiente holandesa Foundation 2000. En 1990 grabaron otra demo, Horrors in a Retarded Mind. En 1991 grabaron su primer álbum, Mindloss, y comenzaron una gira por Bélgica y Holanda como teloneros de Carcass. Colin Richardson fue el productor del disco.
Antes de una gira con Revenant por Nueva Jersey, el guitarrista Alex van Schaik fue reemplazado por Boudewijn Bonebakker. No satisfechos con Foundation 2000, firmaron en 1992 con Nuclear Blast. Hoogendoorn fue expulsado de la banda por carencia de interés por el grupo, y lo sustituyó Ed Warby (que había trabajado con la banda melódica Elegy). Poco después grabaron False (producido también por Colin Richardson). El disco fue un éxito en composición, técnica y letra, por lo que vendió muchas copias en los Holanda y Alemania. En los meses siguientes realizaron una gira por Europa con Deicide y Atrocity, tocando en Alemania, Suecia, España, República Checa e Inglaterra. En 1993 tocaron su más famoso concierto en el Dynamo Open Air de Eindhoven, del que salió su disco en directo The Eindhoven Insanity. También en 1993 realizaron su primera gira por América. El Insanity Tour concluyó en la Ciudad de México, dónde el grupo tuvo su más fuerte seguimiento fuera de Europa.
En 1994 grabaron Erase, producido por Pete Coleman, un disco más maduro y con unas actitudes más tradicionales del death metal. La opinión de este disco está dividida, pero Erase fue un éxito de ventas internacionales entre 1994 y 1995. La banda realizó varias giras en distintos países.
En el EP Fear en 1994 y en el sencillo Freedom en 1996, la banda revela canciones en las que muestra un cambio drástico de estilo, el cual se vio en los discos Soul Survivor (1996) y Chapter 13 (1998) con un estilo mucho más roquero, considerado hoy día Death & Roll. 
Estos cambios no gustaron a los fanes del grupo, que lo abandonaron. Las ventas fueron muy bajas y en 1999 deciden separarse.
En el 2004 vuelven a unirse para tocar en varios festivales de verano, y en 2005 vuelven a grabar un disco, La Muerte, con la que regresan a una dirección musical similar a la de False. Ellos mismos produjeron el disco, mezclado por Tue Madsen, de Antfarm Studios. Mucha gente se sorprendió por la dureza del disco, que mezcla todos los elementos anteriores de Gorefest.

## Discografía
- 1989 - Tangled in Gore Demo
- 1990 - Horrors in a Retarded Mind Demo
- 1991 - Mindloss - Foundation 2000
- 1992 - False - Nuclear Blast Records
- 1992 - Live Misery 7" EP en directo - Cenotaph Records
- 1992 - Promotape 1992 - Nuclear Blast Records
- 1993 - The Eindhoven Insanity Directo - Relapse Records/Nuclear Blast Records
- 1994 - Erase - Nuclear Blast Records
- 1994 - Fear EP - Nuclear Blast Records
- 1996 - Freedom CD/Single - Nuclear Blast Records
- 1996 - Soul Survivor - Relapse Records/Nuclear Blast Records
- 1998 - Chapter 13 - SRV/Nuclear Blast Records
- 2005 - La Muerte - Nuclear Blast Records
- 2007 - Rise To Ruin - Nuclear Blast Records'

## Miembros
- Jan Chris de Koeijer - Voz, bajo
- Frank Harthoorn - Guitarra
- Boudewijn Vincent Bonebakker - Guitarra
- Ed Warby - Batería

## Miembros anteriores
- Marc Hoogendoorn - Batería
- Alex van Schaik - Guitarra